# Бирталан, Штефан
Штефан Бирталан (рум. Ştefan Birtalan; венг. Birtalan István; 25 сентября 1948, Залэу — 27 мая 2024, Бухарест) ― румынский гандболист, тренер и государственный деятель в сфере спорта.
Представитель венгерского меньшинства Румынии. Признавался Игроком года в мире в 1974, 1976 и 1977 годах.

## Биография
Провёл основную часть клубной карьеры в бухарестском «Стяуа», выиграв в его составе 15 чемпионатов Румынии и 2 Кубка Румынии, а также получил титул чемпиона в Лиге чемпионов ЕГФ в 1977 году. Среди прочих успехов — победы в двух чемпионатах мира в 1970 и 1974 годах. На последнем из этих чемпионатов также стал лучшим бомбардиром с 43 голами.
Принял участие в трёх Олимпийских играх и побывал на пьедестале в каждом из случаев: в 1972 году был удостоен бронзовой медали, сыграв в одном из матчей турнира. Четыре года спустя он завоевал серебряную медаль, забив 32 гола в пяти матчах. В 1980 году также выступил в составе румынской команды, игроки которой снова завоевали бронзовые медали. Сыграл все шесть матчей и забил 23 мяча.
Умер 27 мая 2024 года в возрасте 75 лет.

## Спортивные достижения
Лига Румынии
- - Победитель: 1970, 1971, 1972, 1973, 1974, 1975, 1976, 1977, 1979, 1980, 1981, 1982, 1983, 1984, 1985

Кубок Румынии
- - Победитель: 1981, 1985

Лига чемпионов ЕГФ
- - Победитель: 1977
  - Финалист: 1971

Чемпионат мира
- - Победитель: 1970, 1974

Олимпийские игры
- - Серебряный призёр: 1976
  - Бронзовый призёр: 1972, 1980

## Награды
- Лучший бомбардир чемпионата мира: 1974
- Игрок года в мире: 1974, 1976, 1977
- заслуженный мастер спорта Румынии (1972)[9]